# Kárpáti harangvirág
A kárpáti harangvirág (Campanula carpatica) a fészkesvirágzatúak (Asterales) rendjébe, ezen belül a harangvirágfélék (Campanulaceae) családjába tartozó évelő faj.

## Elterjedése
A Kárpátok bennszülött növénye, a mai Magyarországon nem őshonos, de kertekben gyakran ültetik. Eredeti élőhelyén árnyas szurdokok, fenyvesek mohos szikláin, törmeléklejtőkön él.

## Megjelenése

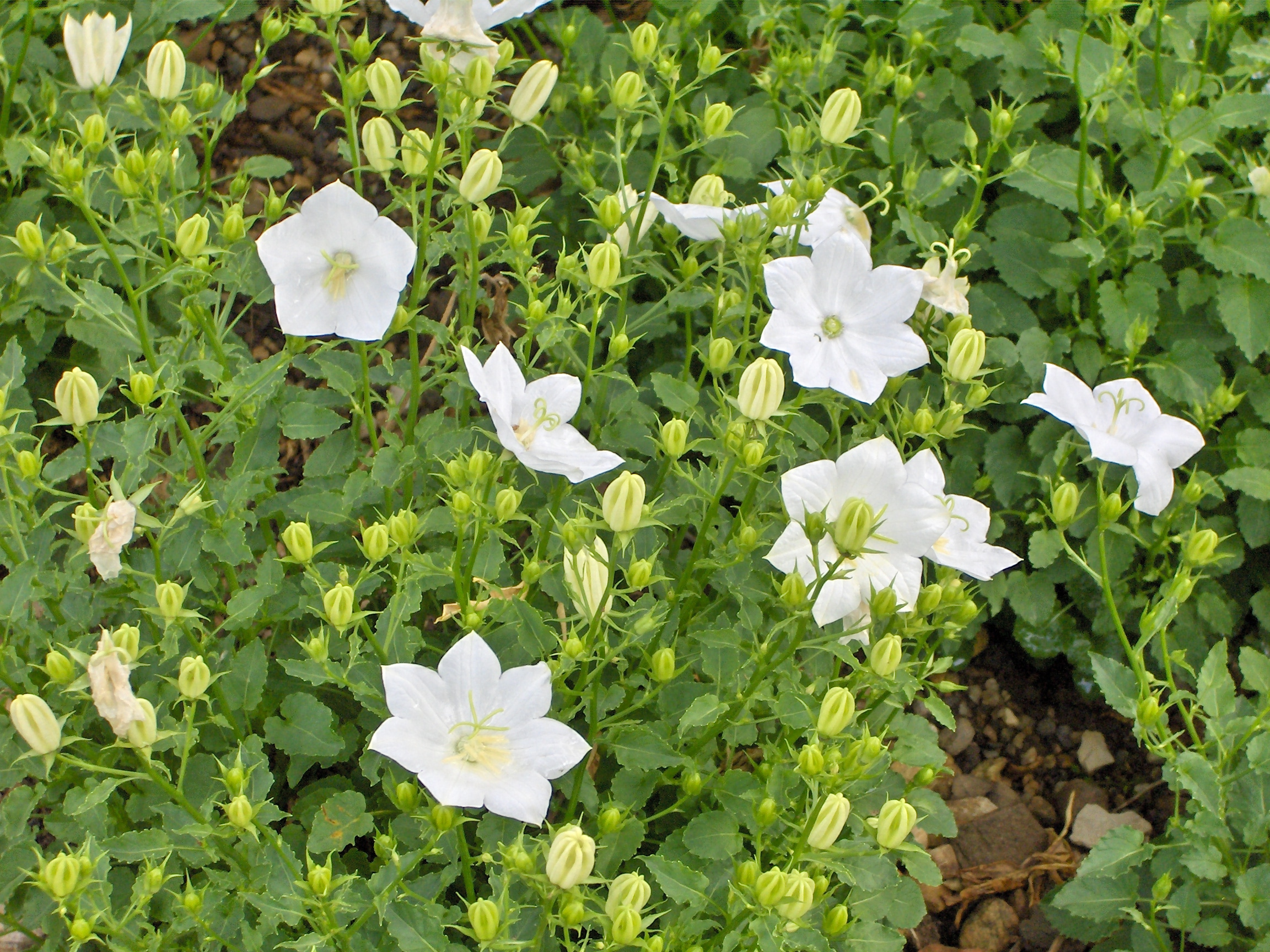
Kárpáti harangvirág (Campanula carpatica) fehér virágokkal.

A többi harangvirághoz képest alacsony termetű, elterülő, ágas szárú, legfeljebb 30 cm magas. A gyökerek fehér színűek. A virágok általában magányosak, a párta széles tölcsér alakú, a szirmok 30 mm hosszúak, színük kék, olykor fehér. Az alsó levelek hosszú nyelűek, szíves vállúak, szélük csipkés. A toktermés felálló.

## Életmódja
A virágzási ideje július-augusztus között van.